# طيران المكسيك الرحلة 2431
حادث طيران المكسيك الرحلة 2431 حادث تحطّم طائرة تابعة لشركة الطيران الوطنية في المكسيك رحلتها رقم 2431 بعد إقلاعها من مطار جوادالوبي-فيكتوريا الدولي من مدينة دورانجو، وهي طائرة من طراز امبراير 190، بخط سير يبدأ من مدينة دورانجو-المكسيك وكان بها 97 راكبًا و4 من أفراد طاقم الطائرة، نجوا جميعًا، وتم إصابة 85 شخصًا.

## الطائرة
كانت الطائرة من طراز امبراير E-190، تسجيل XA-GAL، ام اس ان 19000173. أقلعت لأول مرة عام 2008. حيث سُلّمت في أول مرة إلى الخطوط الجوية الأمريكية تحت مسمي N960UW قبل أن يتم بيعها للخطوط الجوية ميدويست وتغيير التسجيل إلى N167HQ لتعمل كخط طيران مدني في ديسمبر عام 2009. بيعت بعد ذلك إلى طيران المكسيك عام 2014 وإعادة تسجيلها باسم XA-GAL.

## الحادث
حاولت الطائرة الإقلاع من مطار دورانجو الدولي في تمام الساعة الثالثة والنصف نهار اليوم (حسب التوقيت العالمي المنسق UTC -6)، ولكن وفقاً لوزارة النقل أن الطائرة انحرفت عند 460 متر (1500 قدم) بعد تسارعها على الإقلاع وتوقفت في حقل مفتوح. اشتعلت النيران في جسم الطائرة بعد الحادث وكان على متنها 103 أشخاص نجوا جميعًا منها.
أبلغت الخطوط الجوية المكسيكية أنها علِمتْ بالحادث الذي وقع في مدينة دورانجو، في تمام الساعة 16:13 حسب التوقيت العالمي، دون توضيح المزيد من التفاصيل لتكون أول معلومة منها عن الحادث. وفي وقت لاحق أصدرت معلومات أكثر عبر تويتر ووسائل التواصل حول ما حدث، ومازالت أعمال البحث والإنقاذ مستمرة. وفي تمام الساعة 17:12 حسب التوقيت العالمي، أبلغت وزارة الصحة عن وجود عدد 18 جريحًا دون أي تقرير عن أي اشخاص توفوا في الحادث.
وبعد دقائق، أصدرت وزارة النقل بيانًا معلنةً فيه الحادث المؤسف لرحلة رقم 2431 من الطيران المكسيكي قائله:
```
أنه في تمام الساعة الرابعة نهار اليوم، عانت الرحلة رقم AM-2431 من لحظات مؤذية عقب إقلاعها و مرورها بمدينة 
دورانجو-المكسيك
. كانت الطائرة 
امبراير
 تحمل 97 راكبًا وأربعة من افراد 
طاقم الطائرة
. ومنذ اللحظة الأولى، كانت فرق الحماية المدنية وخدمات الطوارئ في المطار تعمل على إنقاذ المسافرين وطاقم الطائرة.
```